# باتمان فينجينس
باتمان فينجينس هي لعبة فيديو أُصدرت عام 2001 تعتمد على البطل الخارق الذي يحمل نفس الاسم ، والذي تم إصداره على جميع المنصات الرئيسية للجيل السادس من ألعاب وحدة التحكم . تم تطويره ونشره بواسطة Ubi Soft بالاشتراك مع شركة Warner Bros. الترفيه التفاعلي و DC Comics .
اللعبة مبنية على المسلسل التلفزيوني مغامرات بات مان الجديدة ، تدور مؤامرة اللعبة حول باتمان يحقق في الظروف الغامضة لموت خصمه اللدود جوكر ، ليجد نفسه قريبًا متورطًا في شبكة من مخططات الأشرار الآخرين ، بما في ذلك السيد فريز و ايفي السامة ، كل ذلك أثناء محاولته لوقف خطة جوكر لتدمير مدينة جوثام .

## الخلاصة

### ضبط
لكن قبل بدء مغامرات بات مان الجديدة . تشمل نقاط المؤامرة التي تدعم ذلك السيد فريز الذي لا يزال يمثل تهديدًا (حيث كان ظهوره في حلقة «الراحة الباردة» آخر مرة شوهد فيها .